# Neckeropsis cyclophylla
Neckeropsis cyclophylla là một loài Rêu trong họ Neckeraceae. Loài này được (Müll. Hal.) S. Olsson, Enroth & D. Quandt miêu tả khoa học đầu tiên.